# Охріменко Юрій Миколайович

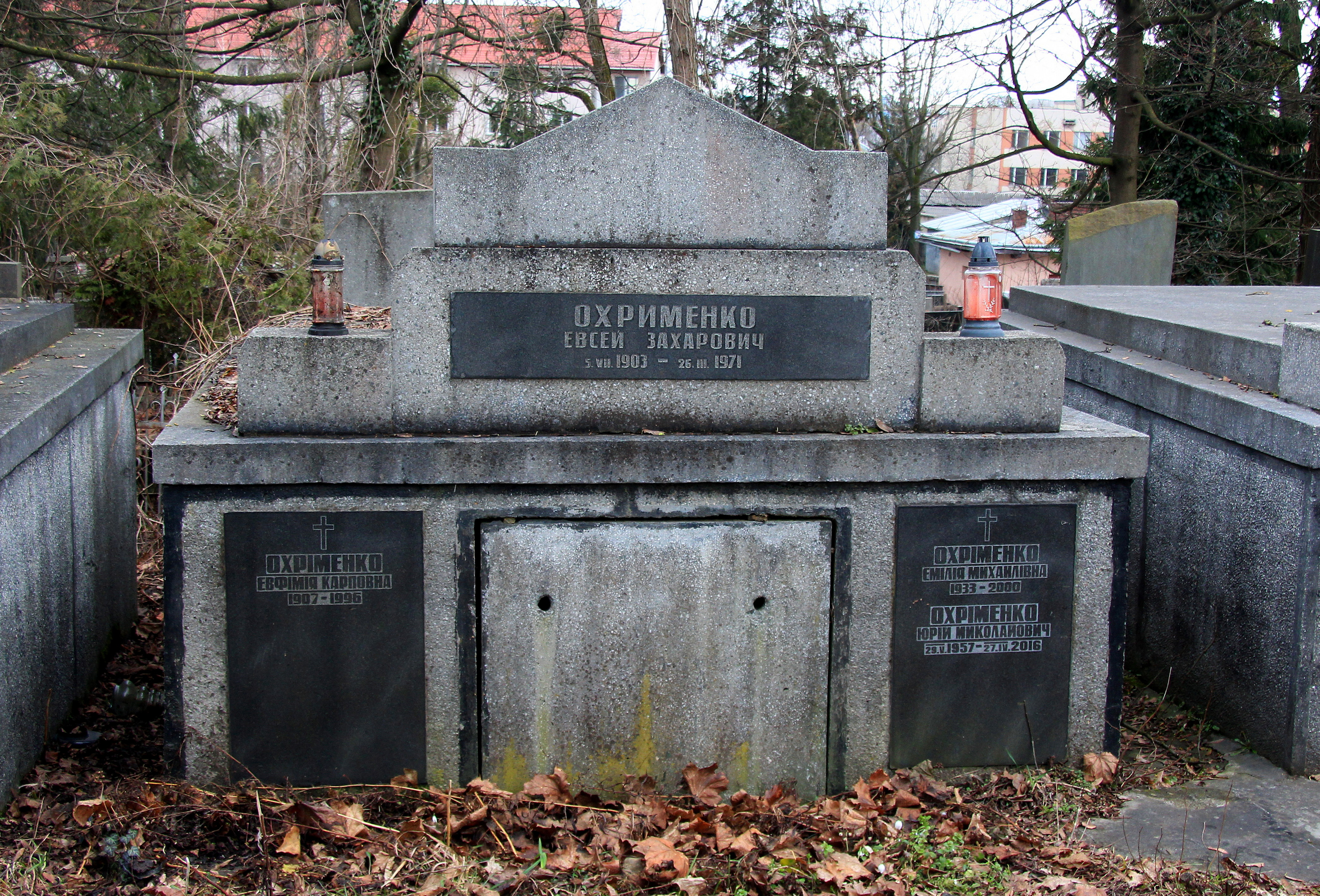
Гробівець родини Охріменків на полі 7а Янівського цвинтаря

Юрій Миколайович Охріменко (29 травня 1957, м. Львів — 27 квітня 2016, там само) — львівський лікар-офтальмолог, кандидат медичних наук, краєзнавець, дослідник історії Львова, публіцист.

## Біографія
Корінний львів'янин — його дитинство минуло на вулиці Драгоманова, де жила його бабця. Юрко Охріменко з дитинства закоханий у Львів, заснував і став видавцем газети, краєзнавчого тижневика «Мікроскоп пана Юрка» на сторінках якого широке коло письменників, критиків, журналістів, архітекторів, краєзнавців знайомили з таємничими сторінками і проблемами історії, культури, пам'яті Львова. Таким чином відкрив незнані пласти львівських історичних реалій. Для себе лишив лиш слово редактора на першій сторінці. Попри те постійно друкував свої наукові розвідки на різноманітні теми — з історії, краєзнавства, дендрології, медицини, гігієни, геодезії, архітектури, мистецтва, політики і філософії. Тривалий час також був головним редактором львівського тижневика «Віче».
Він був ініціатором і реалізатором цілого ряду починань, як встановлення меморіальної таблиці вченому-геодезисту Касперу Вайгелю на вулиці Саксаганського, Відновлення хреста тверезості на Сихові, визначення й ознакування траси 24 Львівського Меридіану, заснування дендропарку Львівський Меридіан і посадки в ньому сосен, винограду та їстівних каштанів. Імовірно, що при достатній наполегливості з допомогою Інституту геодезії Львівської політехніки на чолі з доктором технічних наук, директор Інституту геодезії професором Корнилієм Третяком вдасться створити і поставити пам'ятний знак на Привокзальній на перетині 24 меридіану і Центрального європейського водорозділу.
Юрій Охріменко спільно з головою Ческої Беседи Євгеном Топінкою ініціював і поставив пам'ятник Швейку у Скелівці (Фельштині) скульптора Андрія Дацка. Також з ініціативи Юрія Охріменка і товариства «Ческа беседа» скульптор Дацко створив пам'ятну стелу Швейку для станції Жовтанці, куди найдалі в Україні зайшов бравий вояка. Тепер вирішується питання про її встановлення. Євген Топінка казав: «На мій погляд, образ Швейка — це зображення людини в абсурдних умовах.»
Юрій Охріменко був постійним меценатом Галереї українського військового однострою. Знаходив і купував нові експонати. Пропонував цікаві й унікальні теми, як от «Мілітарні елементи в архітектурі Львова», чи виставка військових ґудзиків, або ужиткових предметів з військової амуніції, збирав експонати про майдан і війну на сході України.
Юрій неймовірно багато і швидко читав. Тому орієнтувався у всьому, особливо, що стосувалося військових, політичних справ, природи, мистецтва, історії, культури. Він досконало знав Біблію і написав наукову розвідку про рецепти біблійних страв. Так само видав окремими брошурами «Кухня бравого вояка Швейка», «Рецепти з Енеїди» Котляревського, Оповіді з бабусиної скрині, оповідки про львівських пожежників і поліцаїв, та багато іншого. Помер 27 квітня 2016 року. Похований у родинному гробівці на полі 7а Янівського  цвинтаря.